# Valeri Vólkov
Valeri Yakovlevich Vólkov –en ruso, Валерий Яковлевич Волков– (Yaroslavl, Unión Soviética, 26 de julio de 1947) es un jinete soviético que compitió en la modalidad de concurso completo.
Participó en los Juegos Olímpicos de Moscú 1980, obteniendo una medalla de oro en la prueba por equipos (junto con Alexandr Blinov, Yuri Salnikov y Serguei Rogozhin).

## Palmarés internacional
| Juegos Olímpicos | Juegos Olímpicos | Juegos Olímpicos | Juegos Olímpicos |
| Año              | Lugar            | Medalla          | Categoría        |
| ---------------- | ---------------- | ---------------- | ---------------- |
| 1980             | Moscú (URSS)     | Medalla de oro   | Por equipos      |